# Samsung Galaxy A42 5G
El Samsung Galaxy A42 5G es un teléfono inteligente Android de gama media fabricado y comercializado por Samsung Electronics como parte de la serie Galaxy A. Fue anunciado el 2 de septiembre de 2020 durante el evento virtual Life Unstoppable de Samsung. El teléfono es el primero de gama más baja de Samsung en contar con conectividad 5G.

## Especificaciones

### Hardware
El Samsung Galaxy A42 5G cuenta con una pantalla Super AMOLED de 6.6 pulgadas. Además tiene soporte para conectividad 5G.

### Cámaras
El Samsung Galaxy A42 5G está equipado con un módulo de cuatro cámaras. La cámara frontal se encuentra en un notch ubicado en la parte superior de la pantalla.

## Historia
El dispositivo fue anunciado durante el evento virtual Life Unstoppable de Samsung el 2 de septiembre de 2020 junto con la tableta Samsung Galaxy Tab A7 y otros productos. Su disponibilidad será más adelante en 2020.